# Беккер, Карл Фердинанд (лингвист)
Карл Фердина́нд Бе́ккер (нем. Karl Ferdinand Becker) — немецкий медик, педагог, естествоиспытатель, лингвист и филолог, представитель логического направления в языкознании. Автор учебника грамматики немецкого языка.

## Биография
Получил образование в городе Хильдесхайм, где остался преподавать с 1794 по 1799 гг. После этого закончил медицинский факультет Гёттингенского университета. С 1803 г. вёл врачебную практику в Хёкстере. В 1810—1814 гг. вновь работал в Гёттингене, затем краткое время в больницах Франкфурта-на-Майне, Хойзенштамма, Ашаффенбурга и наконец с 1815 г. обосновался в Оффенбахе, где работал врачом, а позже армейским хирургом. В 1823 г. открыл в Оффенбахе небольшую частную школу.

## Филологические исследования
На досуге Беккер всерьёз занялся языкознанием и уже в 1824 г. выпустил первый труд — «Немецкое словообразование» (нем. Die deutsche Wortbildung), за которым в 1827 г. последовали «Немецкое языкознание» (нем. Deutsche Sprachlehre) и «Организм языка» (нем. Der Organismus der Sprache), перевод которого в 1860 г. был напечатан в «Филологических записках» .
Популярностью пользовался школьный курс грамматики Беккера (нем. Schulgrammatik der deutschen Sprache), выдержавший 11 изданий. Беккер вёл научную переписку с Якобом Гриммом.
Его работы в области филологии на некоторое время получили широкое признание. Его точка зрения заключалась в том, что языки подчиняются определённым логическим и философским принципам. Он полагал, что зная эти принципы, можно путём дедуктивных умозаключений прийти к научному основанию лингвистической компаративистики. Несостоятельность такого подхода была позже доказана в работах Якоба Гримма и других авторов, согласно которым лингвистическая компаративистика основывается на принципах истории и этнологии и постигается индуктивными умозаключениями.

## Работы
- Deutsche Wortbildung (Словообразование в немецком языке, Франкфурт 1824)
- Ausführliche deutsche Grammatik (Полная грамматика немецкого языка, 3 части, 1836-39)
- Organismen der Sprache (Второе издание, Прага 1841)
- Der deutsche Stil (Стилистика немецкого языка, Прага 1848; третье издание, под ред. Lyon, 1884)

Его учебники грамматики немецкого языка были переизданы несколько раз.